# Yōkaichiba
Yōkaichiba (jap. 八日市場市 Yōkaichiba-shi) – byłe miasto w Japonii, w prefekturze Chiba na wyspie Honsiu.
23 stycznia 2006 roku Yōkaichiba połączyło się z miasteczkiem Nosaka (z powiatu Sōsa), w wyniku czego powstało miasto Sōsa.